# 喬治·拉扎雷維奇
喬治·拉扎雷維奇（塞尔维亚语：／；1903年3月3日—1993年6月28日）是一名貝爾格萊德大學土木工程學院教授。
他還是貝爾格萊德大學名譽博士、南斯拉夫土木工程師學會首任主席（1958年－1964年）、貝爾格萊德市十月獎、塞爾維亞社會主義共和國七月七日獎獲得者。

## 外部連結
- Biografija na sajtu SANU
- www.gradnja.rs/potpisan-ugovor-o-obnovi-gazele （页面存档备份，存于）
- beogradska.blog.rs/ （页面存档备份，存于）
- www.beogradfilm.co.rs/kosmaj_sr.html
- www.skyscrapercity.com/showthread.php?t=406398&page=462
- flickr.com/photos/ilicvlada/3587123966/ （页面存档备份，存于）
- yugoslavian.blogspot.com/2009_05_01_archive.html （页面存档备份，存于）